# Sociedade Esportiva Ariquemes
Sociedade Esportiva Ariquemes foi um clube brasileiro de futebol da cidade de Ariquemes, no estado de Rondônia. Suas cores eram vermelho e branco.

## Títulos

### Estaduais
- Campeonato Rondoniense: 2 vezes (1993 e 1994).
- Vice-Campeonato Rondoniense: 1995.

## Escudo
| Evolução do escudo da Sociedade Esportiva Ariquemes | Evolução do escudo da Sociedade Esportiva Ariquemes | Evolução do escudo da Sociedade Esportiva Ariquemes | Evolução do escudo da Sociedade Esportiva Ariquemes | Evolução do escudo da Sociedade Esportiva Ariquemes | Evolução do escudo da Sociedade Esportiva Ariquemes | Evolução do escudo da Sociedade Esportiva Ariquemes | Evolução do escudo da Sociedade Esportiva Ariquemes |
| 1981-Presente                                       |                                                     |                                                     |                                                     |                                                     |                                                     |                                                     |                                                     |
| --------------------------------------------------- | --------------------------------------------------- | --------------------------------------------------- | --------------------------------------------------- | --------------------------------------------------- | --------------------------------------------------- | --------------------------------------------------- | --------------------------------------------------- |